# Torneo Clausura 2024 Liga de Fútbol Femenino
El Torneo Clausura 2024 LFF, oficialmente llamado por motivo de patrocinio Torneo Clausura 2024 LFF Caja de Ahorros, es la 12.ª edición de la principal liga de fútbol profesional Femenina en Panamá y está regulada por la Liga Panameña de Fútbol. El torneo comenzará el 31 de julio. El campeón defensor es el Santa Fe FC luego de consagrarse campeón del Torneo Apertura logrando su estrella n°1 luego de vencer 4-0 al CIEX Sports Academy en la final, en el COS Sports Plaza.

## Novedades
- CIEX Sports Academy cambió de nombre al de Club Internacional de Fútbol Panamá.[5]

## Sistema de competición
El Torneo Clausura 2024 LFF Caja de Ahorros está conformado en dos partes:
- Fase de clasificación: Se integra por dos conferencias de cinco equipos por 10 jornadas del torneo.
- Fase final: Se integra por los partidos de cuartos de final, semifinal y final.

### Fase de clasificación
En la fase de clasificación se observará el sistema de puntos. La ubicación en la tabla general está sujeta a lo siguiente:
- Por juego ganado se obtendrán tres puntos.
- Por juego empatado se obtendrá un punto.
- Por juego perdido no se otorgan puntos.

En esta fase participan los 10 clubes de la LFF jugando en dos grupos llamados conferencias durante las 10 jornadas respectivas.

### Fase final
Los seis clubes mejor ubicados en la tabla de posiciones clasifican a la fase eliminatoria. Los dos primeros tienen derecho a jugar semifinales directamente y a cerrar la serie como local, mientras que los otros cuatro jugarán a partido de ida y vuelta los cuartos de final. En caso de un empate en el marcador global de los encuentros, se disputarán tiempos extras; dos tiempos de 15 minutos cada uno. De persistir el resultado, el partido se definirá desde la tanda de los penales.
La primera etapa se desarrolla de la siguiente manera (Cuartos de final):
La segunda etapa de la fase final consiste en unas semifinales que se jugarán a partidos de ida y vuelta. En caso de que la igualdad persista, se procederá a jugar tiempos extras y eventualmente penales. Las semifinales se desarrollarán de la siguiente manera:
En la Final del torneo se reubicarán los clubes de acuerdo a su posición en la tabla. Para determinar el conjunto local y visitante en el juego, respectivamente, para este torneo la final será a partido único. En caso de que la igualdad persista, se procederá a jugar tiempos extras y eventualmente penales.

## Equipos participantes

### Equipos por provincias
| Provincia | N.º | Equipos                                                                                     |
| --------- | --- | ------------------------------------------------------------------------------------------- |
| Panamá    | 6   | Chorrillo FC, Inter Panamá CF, Panamá City FC, Santa Fe FC, SD Atlético Nacional, Umecit FC |
| Chiriquí  | 2   | Deportivo Chiriquí, Mario Méndez FC                                                         |
| Veraguas  | 1   | Veraguas United FC                                                                          |
| Coclé     | 1   | Unión Coclé FC                                                                              |
| Total     | 10  |                                                                                             |

### Información de los equipos participantes
| Equipo               | Entrenador         | Ciudad                  | Estadio          | Capacidad | Patrocinador                                    | Kit          |
| -------------------- | ------------------ | ----------------------- | ---------------- | --------- | ----------------------------------------------- | ------------ |
| Chorrillo FC         | Ausberto Valencia  | El Chorrillo, Panamá    | Cascarita Tapia  | 900       | McDonald's                                      | Strik3r      |
| Deportivo Chiriquí   | Pedro Santamaria   | David, Chiriquí         | San Cristóbal    | 3 000     | Fundación mas Deporte                           | Bandera de ? |
| Inter Panamá CF      | Martin Longinos    | Panamá, Panamá          | Eagles Stadium   | 500       |                                                 | Puma         |
| Mario Méndez FC      | Daniel Valencia    | David, Chiriquí         | San Cristóbal    | 3 000     |                                                 | Bandera de ? |
| Panamá City FC       | Jesús Salcedo      | Paseo del Norte, Panamá | Yappy Park       | 1 000     | StayFree                                        | Adidas       |
| Santa Fe FC          | Fernando Clavero   | Panamá, Panamá          | Cascarita Tapia  | 900       | Promolatin                                      | Bandera de ? |
| SD Atlético Nacional | Francisco Portillo | Panamá, Panamá          | Cascarita Tapia  | 900       | 2 patrocinadores TERMOPANEL Zona Libre de Colón | Adidas       |
| Umecit FC            | Julio Garay        | Panamá, Panamá          | Futuras Promesas | 300       | UMECIT                                          | Bandera de ? |
| Unión Coclé FC       | Miguel Pacheco     | Penonomé, Coclé         | Virgilio Tejeira | 300       | First Quantum Minerals                          | Avalos       |
| Veraguas United FC   | Manuel Espinosa    | Santiago, Veraguas      | Rafael Rodríguez | 300       | 2 patrocinadores Cenutre Promotora Virzi        | Under Armour |

## Fase de Clasificación

### Conferencia Este
| Pos. | Equipo             | Pts. | PJ | G | E | P | GF | GC | Dif. | Notas                             |
| ---- | ------------------ | ---- | -- | - | - | - | -- | -- | ---- | --------------------------------- |
| 1    | Santa Fe F. C.     | 20   | 10 | 6 | 2 | 2 | 37 | 15 | +22  | Acceso directo a las semifinales. |
| 2    | Inter Panamá C. F. | 17   | 10 | 5 | 2 | 3 | 21 | 15 | +6   | Acceso a los Cuartos de Final.    |
| 3    | Chorrillo F. C.    | 17   | 10 | 5 | 2 | 3 | 15 | 13 | +2   | Acceso a los Cuartos de Final.    |
| 4    | Panamá City F. C.  | 14   | 10 | 4 | 2 | 4 | 18 | 20 | −2   |                                   |
| 5    | Umecit F. C.       | 12   | 10 | 3 | 3 | 4 | 27 | 15 | +12  | Último lugar.                     |

Actualizado a los partidos jugados el 9 de octubre de 2024.
 Fuente: LPF, Soccerway.
Notas:
1. ↑  El partido contra Panamá City FC le fue dado por ganado 3 a 0 por incumplir el reglamento (alineación indebida).
2. ↑  El partido contra Inter Panamá CF le fue dado por perdido 3 a 0 por incumplir el reglamento (alineación indebida).

### Conferencia Oeste
| Pos. | Equipo                  | Pts. | PJ | G | E | P | GF | GC | Dif. | Notas                             |
| ---- | ----------------------- | ---- | -- | - | - | - | -- | -- | ---- | --------------------------------- |
| 1    | Mario Méndez F. C.      | 28   | 10 | 9 | 1 | 0 | 57 | 8  | +49  | Acceso directo a las semifinales. |
| 2    | Deportivo Chiriquí      | 14   | 10 | 4 | 2 | 4 | 27 | 32 | −5   | Acceso a los Cuartos de Final.    |
| 3    | S. D. Atlético Nacional | 11   | 10 | 3 | 2 | 5 | 20 | 28 | −8   | Acceso a los Cuartos de Final.    |
| 4    | Veraguas United F. C.   | 6    | 10 | 2 | 0 | 8 | 12 | 56 | −44  |                                   |
| 5    | Unión Coclé F. C.       | 3    | 10 | 1 | 0 | 9 | 16 | 48 | −32  | Último lugar.                     |

Actualizado a los partidos jugados el 5 de octubre de 2024.
 Fuente: LPF, Soccerway.
| Simbología |
| --- |
| Pos – Posición; PJ – Partidos Jugados; PG - Partidos Ganados; PE - Partidos Empatados; PP - Partidos Perdidos; GF – Goles a Favor; GC – Goles en Contra; DIF – Diferencia de Goles; PTS - Puntos. |

### Evolución de la clasificación
Conferencia Este 
| Jornada            | 01 | 02 | 03 | 04 | 05 | 06 | 07 | 08 | 09 | 10 |
| Equipo             |    |    |    |    |    |    |    |    |    |    |
| ------------------ | -- | -- | -- | -- | -- | -- | -- | -- | -- | -- |
| Chorrillo F. C.    | 5  | 5  | 4  | 4  | 4  | 4  | 4  | 4  | 4  | 3  |
| Inter Panamá C. F. | 4  | 3  | 3  | 2  | 3  | 3  | 3  | 3  | 2  | 2  |
| Panamá City F. C.  | 2  | 2  | 2  | 3  | 2  | 2  | 2  | 2  | 3  | 4  |
| Santa Fe F. C.     | 1  | 1  | 1  | 1  | 1  | 1  | 1  | 1  | 1* | 1* |
| Umecit F. C.       | 2  | 4  | 5  | 5  | 5  | 5  | 5  | 5  | 5* | 5* |

 Conferencia Oeste 
| Jornada                 | 01 | 02 | 03 | 04 | 05 | 06 | 07 | 08 | 09 | 10 |
| Equipo                  |    |    |    |    |    |    |    |    |    |    |
| ----------------------- | -- | -- | -- | -- | -- | -- | -- | -- | -- | -- |
| Deportivo Chiriquí      | 3  | 4  | 2  | 2  | 3  | 3  | 3  | 2  | 2  | 2  |
| Mario Méndez F. C.      | 1  | 1  | 1  | 1  | 1  | 1  | 1  | 1  | 1  | 1  |
| S. D. Atlético Nacional | 4  | 2  | 3  | 2  | 2  | 2  | 2  | 3  | 3  | 3  |
| Unión Coclé F. C.       | 5  | 5  | 5  | 5  | 5  | 5  | 5  | 5  | 5  | 5  |
| Veraguas United F. C.   | 2  | 3  | 4  | 4  | 4  | 4  | 4  | 4  | 4  | 4  |

Nota: (*) Indica la posición del equipo con un partido pendiente.

### Tabla de posiciones
| Pos. | Equipo                  | Pts. | PJ | G | E | P | GF | GC | Dif. | Notas            |
| ---- | ----------------------- | ---- | -- | - | - | - | -- | -- | ---- | ---------------- |
| 1    | Mario Méndez F. C.      | 28   | 10 | 9 | 1 | 0 | 57 | 8  | +49  | Líder del torneo |
| 2    | Santa Fe F. C.          | 20   | 10 | 6 | 2 | 2 | 37 | 15 | +22  |                  |
| 3    | Inter Panamá C. F.      | 17   | 10 | 5 | 2 | 3 | 21 | 15 | +6   |                  |
| 4    | Chorrillo F. C.         | 17   | 10 | 5 | 2 | 3 | 15 | 13 | +2   |                  |
| 5    | Panamá City F. C.       | 14   | 10 | 4 | 2 | 4 | 18 | 20 | −2   |                  |
| 6    | Deportivo Chiriquí      | 14   | 10 | 4 | 2 | 4 | 27 | 32 | −5   |                  |
| 7    | Umecit F. C.            | 12   | 10 | 3 | 3 | 4 | 27 | 15 | +12  |                  |
| 8    | S. D. Atlético Nacional | 11   | 10 | 3 | 2 | 5 | 20 | 28 | −8   |                  |
| 9    | Veraguas United F. C.   | 6    | 10 | 2 | 0 | 8 | 12 | 56 | −44  |                  |
| 10   | Unión Coclé F. C.       | 3    | 10 | 1 | 0 | 9 | 16 | 48 | −32  | Último lugar.    |

Actualizado a los partidos jugados el 9 de octubre de 2024.
 Fuente: Liga Panameña de Fútbol.

## Resultados

### Jornadas
- Los horarios son correspondientes al tiempo de Ciudad de Panamá (UTC-5)
- Puedes mirar el calendario completo aquí

| Jornada 1          | Jornada 1 | Jornada 1            | Jornada 1        | Jornada 1   | Jornada 1 | Jornada 1 | Jornada 1 | Jornada 1 | Jornada 1 |
| Local              | Resultado | Visitante            | Estadio          | Fecha       | Hora      | TV        |           |           |           |
| ------------------ | --------- | -------------------- | ---------------- | ----------- | --------- | --------- | --------- | --------- | --------- |
| Inter Panamá CF    | 2 - 4     | Santa Fe FC          | Eagles Stadium   | 31 de julio | 20:00     |           |           |           |           |
| Panamá City FC     | 3 - 3     | UMECIT FC            | Yappy Park       | 1 de agosto | 20:00     |           |           |           |           |
| Veraguas United FC | 3 - 1     | Unión Coclé FC       | Rafael Rodríguez | 2 de agosto | 17:00     |           |           |           |           |
| Chorrillo FC       | 1 - 5     | Mario Méndez FC      | Balboa           | 3 de agosto | 09:00     |           |           |           |           |
| Deportivo Chiriquí | 2 - 2     | SD Atlético Nacional | San Cristóbal    | 3 de agosto | 16:00     |           |           |           |           |
| Total de goles: 26 |           |                      |                  |             |           |           |           |           |           |

| Jornada 2            | Jornada 2 | Jornada 2          | Jornada 2            | Jornada 2    | Jornada 2 | Jornada 2 | Jornada 2 | Jornada 2 | Jornada 2 |
| Local                | Resultado | Visitante          | Estadio              | Fecha        | Hora      | TV        |           |           |           |
| -------------------- | --------- | ------------------ | -------------------- | ------------ | --------- | --------- | --------- | --------- | --------- |
| UMECIT FC            | 0 - 2     | Inter Panamá CF    | Futuras Promesas     | 9 de agosto  | 16:00     |           |           |           |           |
| Santa Fe FC          | 3 - 0     | Chorrillo FC       | Balboa               | 10 de agosto | 09:00     |           |           |           |           |
| Unión Coclé FC       | 3 - 4     | Mario Méndez FC    | Virgilio Tejeira     | 10 de agosto | 14:00     |           |           |           |           |
| Deportivo Chiriquí   | 1 - 6     | Panamá City FC     | San Cristóbal        | 10 de agosto | 16:00     |           |           |           |           |
| SD Atlético Nacional | 3 - 0     | Veraguas United FC | Luis Cascarita Tapia | 11 de agosto | 16:00     |           |           |           |           |
| Total de goles: 22   |           |                    |                      |              |           |           |           |           |           |

| Jornada 3          | Jornada 3 | Jornada 3            | Jornada 3        | Jornada 3    | Jornada 3 | Jornada 3 | Jornada 3 | Jornada 3 | Jornada 3 |
| Local              | Resultado | Visitante            | Estadio          | Fecha        | Hora      | TV        |           |           |           |
| ------------------ | --------- | -------------------- | ---------------- | ------------ | --------- | --------- | --------- | --------- | --------- |
| Veraguas United FC | 1 - 5     | Deportivo Chiriquí   | Rafael Rodríguez | 16 de agosto | 16:00     |           |           |           |           |
| Inter Panamá CF    | 3 - 0     | Panamá City FC       | Eagles Stadiun   | 16 de agosto | 20:00     |           |           |           |           |
| Chorrillo FC       | 2 - 0     | UMECIT FC            | Balboa           | 17 de agosto | 09:00     |           |           |           |           |
| Unión Coclé FC     | 0 - 5     | Santa Fe FC          | Virgilio Tejeira | 17 de agosto | 14:00     |           |           |           |           |
| Mario Méndez FC    | 6 - 2     | SD Atlético Nacional | San Cristóbal    | 17 de agosto | 16:00     |           |           |           |           |
| Total de goles: 27 |           |                      |                  |              |           |           |           |           |           |

| Jornada 4          | Jornada 4 | Jornada 4            | Jornada 4        | Jornada 4    | Jornada 4 | Jornada 4 | Jornada 4 | Jornada 4 | Jornada 4 |
| Local              | Resultado | Visitante            | Estadio          | Fecha        | Hora      | TV        |           |           |           |
| ------------------ | --------- | -------------------- | ---------------- | ------------ | --------- | --------- | --------- | --------- | --------- |
| Panamá City FC     | 1 - 0     | Chorrillo FC         | Yappy Park       | 22 de agosto | 20:00     |           |           |           |           |
| Veraguas United FC | 0 - 5     | Mario Méndez FC      | Rafael Rodríguez | 23 de agosto | 17:00     |           |           |           |           |
| Inter Panamá CF    | 5 - 2     | SD Atlético Nacional | Eagles Stadium   | 23 de agosto | 20:00     |           |           |           |           |
| Santa Fe FC        | 2 - 1     | UMECIT FC            | Balboa           | 24 de agosto | 09:00     |           |           |           |           |
| Deportivo Chiriquí | 4 - 0     | Unión Coclé FC       | San Cristóbal    | 24 de agosto | 16:00     |           |           |           |           |
| Total de goles: 20 |           |                      |                  |              |           |           |           |           |           |

| Jornada 5          | Jornada 5 | Jornada 5            | Jornada 5        | Jornada 5       | Jornada 5 | Jornada 5 | Jornada 5 | Jornada 5 | Jornada 5 |
| Local              | Resultado | Visitante            | Estadio          | Fecha           | Hora      | TV        |           |           |           |
| ------------------ | --------- | -------------------- | ---------------- | --------------- | --------- | --------- | --------- | --------- | --------- |
| Panamá City FC     | 1 - 0     | Santa Fe FC          | Yappy Park       | 29 de agosto    | 20:00     |           |           |           |           |
| UMECIT FC          | 6 - 0     | Veraguas United FC   | Futuras Promesas | 30 de agosto    | 17:00     |           |           |           |           |
| Chorrillo FC       | 3 - 0     | Inter Panamá CF      | Balboa           | 31 de agosto    | 09:00     |           |           |           |           |
| Mario Méndez FC    | 9 - 0     | Deportivo Chiriquí   | San Cristóbal    | 31 de agosto    | 16:00     |           |           |           |           |
| Unión Coclé FC     | 1 - 3     | SD Atlético Nacional | Virgilio Tejeira | 1 de septiembre | 14:00     |           |           |           |           |
| Total de goles: 23 |           |                      |                  |                 |           |           |           |           |           |

| Jornada 6            | Jornada 6 | Jornada 6          | Jornada 6               | Jornada 6       | Jornada 6 | Jornada 6 | Jornada 6 | Jornada 6 | Jornada 6 |
| Local                | Resultado | Visitante          | Estadio                 | Fecha           | Hora      | TV        |           |           |           |
| -------------------- | --------- | ------------------ | ----------------------- | --------------- | --------- | --------- | --------- | --------- | --------- |
| SD Atlético Nacional | 1 - 1     | Deportivo Chiriquí | Agustín Muquita Sánchez | 5 de septiembre | 20:00     |           |           |           |           |
| UMECIT FC            | 2 - 2     | Panamá City FC     | Futuras Promesas        | 6 de septiembre | 16:00     |           |           |           |           |
| Santa Fe FC          | 3 - 3     | Inter Panamá CF    | Balboa                  | 7 de septiembre | 09:00     |           |           |           |           |
| Unión Coclé FC       | 4 - 5     | Veraguas United FC | Virgilio Tejeira        | 7 de septiembre | 16:00     |           |           |           |           |
| Mario Méndez FC      | 1 - 1     | Chorrillo FC       | San Cristóbal           | 7 de septiembre | 16:00     |           |           |           |           |
| Total de goles: 23   |           |                    |                         |                 |           |           |           |           |           |

| Jornada 7          | Jornada 7 | Jornada 7            | Jornada 7        | Jornada 7        | Jornada 7 | Jornada 7 | Jornada 7 | Jornada 7 | Jornada 7 |
| Local              | Resultado | Visitante            | Estadio          | Fecha            | Hora      | TV        |           |           |           |
| ------------------ | --------- | -------------------- | ---------------- | ---------------- | --------- | --------- | --------- | --------- | --------- |
| Panamá City FC     | 4 - 0     | Deportivo Chiriquí   | Yappy Park       | 12 de septiembre | 20:00     |           |           |           |           |
| Inter Panamá CF    | 0 - 0     | UMECIT FC            | Eagles Stadium   | 13 de septiembre | 20:00     |           |           |           |           |
| Veraguas United FC | 2 - 4     | SD Atlético Nacional | Rafael Rodríguez | 14 de septiembre | 09:00     |           |           |           |           |
| Chorrillo FC       | 2 - 2     | Santa Fe FC          | Balboa           | 14 de septiembre | 09:00     |           |           |           |           |
| Mario Méndez FC    | 6 - 0     | Unión Coclé FC       | San Cristóbal    | 14 de septiembre | 16:00     |           |           |           |           |
| Total de goles: 20 |           |                      |                  |                  |           |           |           |           |           |

| Jornada 8            | Jornada 8 | Jornada 8          | Jornada 8                    | Jornada 8        | Jornada 8 | Jornada 8 | Jornada 8 | Jornada 8 | Jornada 8 |
| Local                | Resultado | Visitante          | Estadio                      | Fecha            | Hora      | TV        |           |           |           |
| -------------------- | --------- | ------------------ | ---------------------------- | ---------------- | --------- | --------- | --------- | --------- | --------- |
| SD Atlético Nacional | 1 - 4     | Mario Méndez FC    | Agustín Muquita Sánchez      | 19 de septiembre | 20:00     |           |           |           |           |
| Panamá City FC       | 0 - 2     | Inter Panamá CF    | Yappy Park                   | 19 de septiembre | 20:00     |           |           |           |           |
| UMECIT FC            | 0 - 2     | Chorrillo FC       | Futuras Promesas             | 20 de septiembre | 16:00     |           |           |           |           |
| Deportivo Chiriquí   | 8 - 0     | Veraguas United FC | San Cristóbal                | 21 de septiembre | 16:00     |           |           |           |           |
| Santa Fe FC          | 11 - 1    | Unión Coclé FC     | Luis Ernesto Cascarita Tapia | 24 de septiembre | 19:00     |           |           |           |           |
| Total de goles: 29   |           |                    |                              |                  |           |           |           |           |           |

| Jornada 9            | Jornada 9 | Jornada 9          | Jornada 9               | Jornada 9        | Jornada 9 | Jornada 9 | Jornada 9 | Jornada 9 | Jornada 9 |
| Local                | Resultado | Visitante          | Estadio                 | Fecha            | Hora      | TV        |           |           |           |
| -------------------- | --------- | ------------------ | ----------------------- | ---------------- | --------- | --------- | --------- | --------- | --------- |
| SD Atlético Nacional | 1 - 4     | Inter Panamá CF    | Agustín Muquita Sánchez | 26 de septiembre | 20:00     |           |           |           |           |
| Chorrillo FC         | 3 - 1     | Panamá City FC     | Balboa                  | 28 de septiembre | 09:00     |           |           |           |           |
| Unión Coclé FC       | 3 - 6     | Deportivo Chiriquí | Virgilio Tejeira        | 28 de septiembre | 16:00     |           |           |           |           |
| Mario Méndez FC      | 11 - 0    | Veraguas United FC | San Cristóbal           | 28 de septiembre | 18:00     |           |           |           |           |
| UMECIT FC            | 5 - 1     | Santa Fe FC        | Futuras Promesas        | 9 de octubre     | 16:00     |           |           |           |           |
| Total de goles: 35   |           |                    |                         |                  |           |           |           |           |           |

| Jornada 10           | Jornada 10 | Jornada 10      | Jornada 10              | Jornada 10   | Jornada 10 | Jornada 10 | Jornada 10 | Jornada 10 | Jornada 10 |
| Local                | Resultado  | Visitante       | Estadio                 | Fecha        | Hora       | TV         |            |            |            |
| -------------------- | ---------- | --------------- | ----------------------- | ------------ | ---------- | ---------- | ---------- | ---------- | ---------- |
| SD Atlético Nacional | 1 - 3      | Unión Coclé FC  | Agustín Muquita Sánchez | 3 de octubre | 20:00      |            |            |            |            |
| Veraguas United FC   | 1 - 9      | Umecit FC       | Rafael Rodríguez        | 4 de octubre | 17:00      |            |            |            |            |
| Inter Panamá CF      | 0 - 1      | Chorrillo FC    | Eagles Stadium          | 4 de octubre | 20:00      |            |            |            |            |
| Santa Fe FC          | 6 - 0      | Panamá City FC  | Balboa                  | 5 de octubre | 09:00      |            |            |            |            |
| Deportivo Chiriquí   | 0 - 6      | Mario Méndez FC | San Cristóbal           | 5 de octubre | 16:00      |            |            |            |            |
| Total de goles: 27   |            |                 |                         |              |            |            |            |            |            |

## Fase Final
|  | Cuartos de final 11 y 12 de octubre (Ida) 16 y 17 de octubre (Vuelta) | Cuartos de final 11 y 12 de octubre (Ida) 16 y 17 de octubre (Vuelta) | Cuartos de final 11 y 12 de octubre (Ida) 16 y 17 de octubre (Vuelta) | Cuartos de final 11 y 12 de octubre (Ida) 16 y 17 de octubre (Vuelta) | Cuartos de final 11 y 12 de octubre (Ida) 16 y 17 de octubre (Vuelta) |   |   | Semifinales 23 de octubre (Ida) 2 de noviembre (Vuelta) | Semifinales 23 de octubre (Ida) 2 de noviembre (Vuelta) | Semifinales 23 de octubre (Ida) 2 de noviembre (Vuelta) | Semifinales 23 de octubre (Ida) 2 de noviembre (Vuelta) | Semifinales 23 de octubre (Ida) 2 de noviembre (Vuelta) |  |       | Final Apertura 14 de noviembre | Final Apertura 14 de noviembre | Final Apertura 14 de noviembre |  |
|  |                                                                       |                                                                       |                                                                       |                                                                       |                                                                       |   |   |                                                         |                                                         |                                                         |                                                         |                                                         |  |       |                                |                                |                                |  |
|  |                                                                       |                                                                       |                                                                       |                                                                       |                                                                       |   |   |                                                         |                                                         |                                                         |                                                         |                                                         |  |       |                                |                                |                                |  |
|  |                                                                       |                                                                       |                                                                       |                                                                       |                                                                       |   |   |                                                         |                                                         |                                                         |                                                         |                                                         |  |       |                                |                                |                                |  |
|  |                                                                       |                                                                       |                                                                       |                                                                       |                                                                       |   |   |                                                         |                                                         |                                                         |                                                         |                                                         |  |       |                                |                                |                                |  |
|  |                                                                       |                                                                       |                                                                       |                                                                       |                                                                       |   |   |                                                         |                                                         |                                                         |                                                         |                                                         |  |       |                                |                                |                                |  |
|  |                                                                       | 1.ºCO                                                                 | Mario Méndez FC                                                       | 2                                                                     | 4                                                                     | 6 |   |                                                         |                                                         |                                                         |                                                         |                                                         |  |       |                                |                                |                                |  |
|  |                                                                       |                                                                       |                                                                       |                                                                       |                                                                       | 6 |   |                                                         |                                                         |                                                         |                                                         |                                                         |  |       |                                |                                |                                |  |
|  |                                                                       |                                                                       | 2.ºCE                                                                 | Inter Panamá CF                                                       | 1                                                                     | 0 | 1 |                                                         |                                                         |                                                         |                                                         |                                                         |  |       |                                |                                |                                |  |
|  | 2.ºCE                                                                 | Inter Panamá CF                                                       | 2.ºCE                                                                 | Inter Panamá CF                                                       | 1                                                                     | 0 | 1 | 4                                                       | 3                                                       | 7                                                       |                                                         |                                                         |  |       |                                |                                |                                |  |
|  | 2.ºCE                                                                 | Inter Panamá CF                                                       |                                                                       |                                                                       |                                                                       |   |   |                                                         |                                                         | 7                                                       |                                                         |                                                         |  |       |                                |                                |                                |  |
|  | 3.ºCO                                                                 | SD Atlético Nacional                                                  | 1                                                                     | 1                                                                     | 2                                                                     |   |   |                                                         |                                                         |                                                         |                                                         |                                                         |  |       |                                |                                |                                |  |
|  | 3.ºCO                                                                 | SD Atlético Nacional                                                  | 1                                                                     | 1                                                                     | 2                                                                     |   |   |                                                         |                                                         |                                                         |                                                         |                                                         |  | 1.ºCO | Mario Méndez FC                | 0                              |                                |  |
|  |                                                                       |                                                                       |                                                                       |                                                                       |                                                                       |   |   |                                                         |                                                         |                                                         |                                                         |                                                         |  | 1.ºCO | Mario Méndez FC                | 0                              |                                |  |
|  |                                                                       |                                                                       | 1.ºCE                                                                 | Santa Fe FC                                                           | 1                                                                     |   |   |                                                         |                                                         |                                                         |                                                         |                                                         |  |       |                                |                                |                                |  |
|  |                                                                       |                                                                       | 1.ºCE                                                                 | Santa Fe FC                                                           | 1                                                                     |   |   |                                                         |                                                         |                                                         |                                                         |                                                         |  |       |                                |                                |                                |  |
|  |                                                                       |                                                                       |                                                                       |                                                                       |                                                                       |   |   |                                                         |                                                         |                                                         |                                                         |                                                         |  |       |                                |                                |                                |  |
|  |                                                                       |                                                                       |                                                                       |                                                                       |                                                                       |   |   |                                                         |                                                         |                                                         |                                                         |                                                         |  |       |                                |                                |                                |  |
|  |                                                                       | 1.ºCE                                                                 | Santa Fe FC                                                           | 1                                                                     | 3                                                                     | 4 |   |                                                         |                                                         |                                                         |                                                         |                                                         |  |       |                                |                                |                                |  |
|  |                                                                       |                                                                       |                                                                       |                                                                       |                                                                       | 4 |   |                                                         |                                                         |                                                         |                                                         |                                                         |  |       |                                |                                |                                |  |
|  |                                                                       |                                                                       | 3.ºCE                                                                 | Chorrillo FC                                                          | 1                                                                     | 2 | 3 |                                                         |                                                         |                                                         |                                                         |                                                         |  |       |                                |                                |                                |  |
|  | 2.ºCO                                                                 | Deportivo Chiriquí                                                    | 3.ºCE                                                                 | Chorrillo FC                                                          | 1                                                                     | 2 | 3 | 1                                                       | 1                                                       | 2                                                       |                                                         |                                                         |  |       |                                |                                |                                |  |
|  | 2.ºCO                                                                 | Deportivo Chiriquí                                                    |                                                                       |                                                                       |                                                                       |   |   |                                                         |                                                         | 2                                                       |                                                         |                                                         |  |       |                                |                                |                                |  |
|  | 3.ºCE                                                                 | Chorrillo FC                                                          | 6                                                                     | 4                                                                     | 10                                                                    |   |   |                                                         |                                                         |                                                         |                                                         |                                                         |  |       |                                |                                |                                |  |
|  | 3.ºCE                                                                 | Chorrillo FC                                                          | 6                                                                     | 4                                                                     | 10                                                                    |   |   |                                                         |                                                         |                                                         |                                                         |                                                         |  |       |                                |                                |                                |  |
|  |                                                                       |                                                                       |                                                                       |                                                                       |                                                                       |   |   |                                                         |                                                         |                                                         |                                                         |                                                         |  |       |                                |                                |                                |  |

### Cuartos de final

#### Inter Panamá CF - SD Atlético Nacional
| Ida; 11 de octubre de 2024, 20:00 | SD Atlético Nacional | 1:4     | Inter Panamá CF                                       | Estadio Agustín Muquita Sánchez, La Chorrera, Panamá Oeste |  |
|                                   | S. Sousa 59'         | Reporte | 8' A. Rodríguez · 33' 70' M. Roberts · 43' D. Siblezs |                                                            |  |

| Vuelta; 16 de octubre de 2024, 20:00 | Inter Panamá CF                           | 3:1 (Global 7:2) | SD Atlético Nacional | Eagles Stadium, Marta Lewis, Panamá |  |
|                                      | D. Pinto 26' · Y. Case 35' · K. Rosas 85' | Reporte          | 36' K. Cuesta        |                                     |  |

#### Deportivo Chiriquí - Chorrillo FC
| Ida; 12 de octubre de 2024, 09:00 | Chorrillo FC                                                                  | 6:1     | Deportivo Chiriquí | Estadio de Balboa, Balboa, Panamá |  |
|                                   | Z. Esquina 4' · M. Marquínez 17' 39' · I. Ubarte 72' · N. Navarro 90+3' 90+5' | Reporte | 57' Y. González    |                                   |  |

| Vuelta; 17 de octubre de 2024, 20:00 | Deportivo Chiriquí | 1:4 (Global 2:10) | Chorrillo FC                                                    | Estadio San Cristóbal, David, Chiriquí |  |
|                                      | Y. Araúz 90+3'     | Reporte           | 7' G. Sáenz · 60' Z. Esquina · 66' A. Angulo · 79' M. Marquínez |                                        |  |

### Semifinales

#### Mario Méndez FC - Inter Panamá CF
| Ida; 23 de octubre de 2024, 20:00 | Inter Panamá CF | 1:2     | Mario Méndez FC               | Eagles Stadium, Marta Lewis, Panamá |  |
|                                   | M. Roberts 35'  | Reporte | 26' E. Arauz · 38' Y. Batista |                                     |  |

| Vuelta; 2 de noviembre de 2024, 19:00 | Mario Méndez FC                                              | 4:0 (Global 6:1) | Inter Panamá CF | Estadio San Cristóbal, David, Chiriquí |  |
|                                       | K. Pérez 8' · E. Arauz 22' · L. Sánchez 30' · M. Cancina 48' | Reporte          |                 |                                        |  |

#### Santa Fe FC - Chorrillo FC
| Ida; 23 de octubre de 2024, 18:00 | Chorrillo FC     | 1:1     | Santa Fe FC    | Complejo Deportivo Los Andes, San Miguelito, Panamá |  |
|                                   | M. Marquinez 60' | Reporte | 20' A. Onodera |                                                     |  |

| Vuelta; 2 de noviembre de 2024, 09:00 | Santa Fe FC                                       | 3:2 (Global 4:3) | Chorrillo FC                      | Estadio Luis Ernesto Cascarita Tapia, Juan Díaz, Panamá |  |
|                                       | M. Gutiérrez 9' · K. Rivas 18' · A. Hernández 90' | Reporte          | 37' M. Marquínez · 40' L. Batista |                                                         |  |

### Final

#### Mario Méndez FC - Santa Fe FC
| Ida; 14 de noviembre de 2024, 18:15 | Mario Méndez FC | 0:1 | Santa Fe FC    | COS Sports Plaza, Metro Park, Panamá |  |
|                                     |                 |     | 88' A. Onodera |                                      |  |

|                                |
|                                |
| Santa Fe FC Campeón 2.° título |

## Estadísticas

### Máximas goleadoras
Lista con las máximas goleadoras de la competencia.
| 1.º                                           | Ericka Araúz        | Mario Méndez FC      | 24 |
| 2.º                                           | Alison Onodera      | Santa Fe FC          | 14 |
| 3.º                                           | Erika Hernández     | Umecit FC            | 11 |
| 4.º                                           | María Marquínez     | Chorrillo FC         | 10 |
| 4.º                                           | Leidys Sánchez      | Mario Méndez FC      | 9  |
| 5.º                                           | Milagros Roberts    | Inter Panamá CF      | 7  |
| 6.º                                           | Kariana Cuesta      | SD Atlético Nacional | 6  |
| 6.º                                           | Darisnel Almanza    | SD Atlético Nacional | 6  |
| 7.º                                           | Kayra Pérez         | Mario Méndez FC      | 5  |
| 7.º                                           | Yanixa Batista      | Mario Méndez FC      | 5  |
| 7.º                                           | Genesis Rodríguez   | Unión Coclé FC       | 5  |
| 7.º                                           | Arianys Arguelles   | SD Atlético Nacional | 5  |
| 7.º                                           | Grace Guerra        | Deportivo Chiriquí   | 5  |
| 7.º                                           | Carmen Montenegro   | Panamá City FC       | 5  |
| 8.º                                           | Danyelis Colpas     | Umecit FC            | 4  |
| 8.º                                           | Melissa Herrera     | Mario Méndez FC      | 4  |
| 8.º                                           | Mabel Palacios      | Mario Méndez FC      | 4  |
| 8.º                                           | Schiandra González  | Santa Fe FC          | 4  |
| 8.º                                           | Maslin Pitti        | Deportivo Chiriquí   | 4  |
| 8.º                                           | Hillary Pineda      | Veraguas United FC   | 4  |
| 8.º                                           | Yulieth Araúz       | Mario Méndez FC      | 4  |
| 9.º                                           | Arlen Hernández     | Santa Fe FC          | 3  |
| 9.º                                           | Laurie Batista      | Chorrillo FC         | 3  |
| 9.º                                           | Gloria Sáenz        | Chorrillo FC         | 3  |
| 9.º                                           | Ana Rodríguez       | Inter Panamá CF      | 3  |
| 9.º                                           | Nuria Márquez       | Santa Fe FC          | 3  |
| 9.º                                           | Susy Cassinova      | Umecit FC            | 3  |
| 9.º                                           | Iris Campos         | Unión Coclé FC       | 3  |
| 9.º                                           | Claudia Dutary      | Deportivo Chiriquí   | 3  |
| 9.º                                           | Mia Caballero       | Inter Panamá CF      | 3  |
| 9.º                                           | Lisette Terreros    | Veraguas United FC   | 3  |
| 9.º                                           | Aaliyah Gil         | Panamá City FC       | 3  |
| 9.º                                           | Kimberly Camarena   | Unión Coclé FC       | 3  |
| 10.º                                          | Karla Rivas         | Santa Fe FC          | 2  |
| 10.º                                          | Zharik Esquina      | Chorrillo FC         | 2  |
| 10.º                                          | Yadaris Arauz       | Deportivo Chiriquí   | 2  |
| 10.º                                          | Yomara Case         | Inter Panamá CF      | 2  |
| 10.º                                          | Naikelys Navarro    | Chorrillo FC         | 2  |
| 10.º                                          | Ivis Ubarte         | Chorrillo FC         | 2  |
| 10.º                                          | Yenia González      | Deportivo Chiriquí   | 2  |
| 10.º                                          | Diana Siblesz       | Inter Panamá CF      | 2  |
| 10.º                                          | Vasthy Delgado      | Santa Fe FC          | 2  |
| 10.º                                          | Yerenis De León     | Umecit FC            | 2  |
| 10.º                                          | Britney Murillo     | Veraguas United FC   | 2  |
| 10.º                                          | Anai Robles         | Unión Coclé FC       | 2  |
| 10.º                                          | Ivone Fernández     | Panamá City FC       | 2  |
| 10.º                                          | Hannah Lee          | Santa Fe FC          | 2  |
| 10.º                                          | Josselyn Montenegro | Deportivo Chiriquí   | 2  |
| 10.º                                          | Ana Quintero        | Panamá City FC       | 2  |
| 10.º                                          | Natlly Rodríguez    | Veraguas United FC   | 2  |
| 10.º                                          | Ana Delgado         | SD Atlético Nacional | 2  |
| 10.º                                          | Vilma García        | Chorrillo FC         | 2  |
| 10.º                                          | Delineth Rivera     | Panamá City FC       | 2  |
| 10.º                                          | Allison Samudio     | Deportivo Chiriquí   | 2  |
| 10.º                                          | Katherine González  | Mario Méndez FC      | 2  |
| 11.º                                          | Mickelis Gutierrez  | Santa Fe FC          | 1  |
| 11.º                                          | Anuvis Angulo       | Chorrillo FC         | 1  |
| 11.º                                          | Keytili Rosas       | Inter Panamá CF      | 1  |
| 11.º                                          | Daryhen Pinto       | Inter Panamá CF      | 1  |
| 11.º                                          | Shirley Sousa       | SD Atlético Nacional | 1  |
| 11.º                                          | Elena Batista       | Umecit FC            | 1  |
| 11.º                                          | Yasselis Magallón   | Santa Fe FC          | 1  |
| 11.º                                          | Cristal Caballero   | Umecit FC            | 1  |
| 11.º                                          | Melisa López        | Unión Coclé FC       | 1  |
| 11.º                                          | Yulesi Arias        | Unión Coclé FC       | 1  |
| 11.º                                          | Emmely Colindre     | Mario Méndez FC      | 1  |
| 11.º                                          | Lisseth Castillo    | Mario Méndez FC      | 1  |
| 11.º                                          | Sara Nieto          | Inter Panamá CF      | 1  |
| 11.º                                          | Jozuanys Santos     | Santa Fe FC          | 1  |
| 11.º                                          | Miluska Guevara     | Santa Fe FC          | 1  |
| 11.º                                          | Camila Vallejos     | Santa Fe FC          | 1  |
| 11.º                                          | Mitzia Pineda       | Deportivo Chiriquí   | 1  |
| 11.º                                          | Rosalba Castillo    | Chorrillo FC         | 1  |
| 11.º                                          | Adriana Caballero   | Panamá City FC       | 1  |
| 11.º                                          | Cristina García     | Unión Coclé FC       | 1  |
| 11.º                                          | Axiany Cuadra       | Umecit FC            | 1  |
| 11.º                                          | Carla Marshall      | Chorrillo FC         | 1  |
| 11.º                                          | Allanis Serracin    | Umecit FC            | 1  |
| 11.º                                          | Daymar Martínez     | Deportivo Chiriquí   | 1  |
| 11.º                                          | Rebeca Espinosa     | Umecit FC            | 1  |
| 11.º                                          | María Guevara       | Santa Fe FC          | 1  |
| 11.º                                          | Analia Arosemena    | Inter Panamá CF      | 1  |
| 11.º                                          | Meybis Saavedra     | SD Atlético Nacional | 1  |
| 11.º                                          | Nadia Ducreux       | Panamá City FC       | 1  |
| 11.º                                          | Elka Mojica         | Mario Méndez FC      | 1  |
| 11.º                                          | Yomira Pinzón       | Santa Fe FC          | 1  |
| 11.º                                          | Anyelin Estribi     | Deportivo Chiriquí   | 1  |
| 11.º                                          | Ashley Castillo     | Veraguas United FC   | 1  |
| 11.º                                          | Khatriani Rivas     | Panamá City FC       | 1  |
| 11.º                                          | María Murillo       | Santa Fe FC          | 1  |
| 11.º                                          | Mayqueling Márquez  | Santa Fe FC          | 1  |
| 11.º                                          | Juliette Alvarado   | Inter Panamá CF      | 1  |
| 11.º                                          | Athena Parrilli     | Inter Panamá CF      | 1  |
| 11.º                                          | Vianca Sandoval     | Umecit FC            | 1  |
| 11.º                                          | Angelys Ceballos    | Chorrillo FC         | 1  |
| 11.º                                          | Melissa Buenaños    | Panamá City FC       | 1  |
| Última actualización: 14 de noviembre de 2024 |                     |                      |    |